# John Davenant
John Davenant (20 mai 1572, à Londres - 20 avril 1641, à Salisbury) est un universitaire anglais et évêque de Salisbury à partir de 1621. Il est également l'un des délégués anglais au Synode de Dordrecht.

## Biographie
Il fait ses études au Queens' College de Cambridge, y est élu membre en 1597 et en est le président de 1614 à 1621. À partir de 1609, il est professeur de théologie de Lady Margaret, d'où il est appelé par Jacques Ier pour représenter l'Église d'Angleterre au Synode de Dordrecht en 1618, avec Samuel Ward (universitaire), Joseph Hall (évêque) (en) et George Carleton (évêque).
Davenant sympathise avec les objectifs de John Dury, en ce qui concerne l'unification du protestantisme, et écrit en sa faveur, un article cité par la suite par Gerard Brandt.
Au sujet de la prédestination, il engage une controverse avec l'anglican arminien Samuel Hoard.
Dans une lettre non datée à son ami Samuel Ward, avec qui il a été délégué à Dort, Davenant approuve le point de vue (partagé par Ward) selon lequel tous les enfants baptisés reçoivent la rémission de la culpabilité du péché originel lors du baptême et que cela constitue leur régénération baptismale infantile, la justification, la sanctification et l'adoption. Selon lui, cette rémission baptismale infantile, qui implique le statut objectif de l'enfant en dehors des opérations subjectives de la grâce, ne suffira pas à la justification, si l'enfant ne vient pas plus tard à la foi. Néanmoins, il poursuit en affirmant que cela ne contredit pas la doctrine de la persévérance des saints telle qu'articulée par Dort, puisque la «persévérance» qui y est visée présuppose la grâce subjective.
La "Dissertation sur la mort du Christ" de Davenant est traduite en anglais du latin en 1831 par Josiah Allport et publiée en annexe à son commentaire sur la Lettre de Paul aux Colossiens. Le Commentaire sur Colossiens est réimprimé, sans la "Dissertation", en 2005 par la Bannière de la Confiance  (ISBN 0 85151 909 1). La "Dissertation" est republiée par Quinta Press en 2006  (ISBN 978-1-89785-627-7).